# Sjors Brugge
Sjors Brugge (Deventer, 16 december 1980) is een Nederlands voetballer.
Brugge maakte in het seizoen 2001/2002 zijn debuut in het betaalde voetbal voor Go Ahead Eagles uit zijn geboortestad Deventer. Eerder had Brugge al gevoetbald bij sv Helios en de jeugd van FC Twente. In zijn eerste periode bij Go Ahead kwam hij echter niet verder dan vier wedstrijden en hij vertrok naar de amateurs van Excelsior '31. Na drie jaar keerde hij weer terug bij Go Ahead, waar de middenvelder sinds het seizoen 2005/2006 vaste waarde is. Na drie jaar in het shirt van Go Ahead te hebben gespeeld gaat hij weer terug naar Excelsior '31. 
Tevens is hij de speler met de kortste carrière in het eerste elftal van FC Twente. Op 5 februari 2000 speelde hij de laatste 2 minuten mee tegen Willem II in Tilburg. Brugge verving toen Andy van der Meyde. Momenteel is hij werkzaam bij Topicus.

## Carrière
| Seizoen | Club                         | Wedstrijden | Doelpunten | Competitie     |
| ------- | ---------------------------- | ----------- | ---------- | -------------- |
| 1999/00 | FC Twente                    | 1           | 0          | Eredivisie     |
| 2001/02 | Go Ahead Eagles              | 4           | 0          | Eerste Divisie |
| 2002/03 | Excelsior '31 (amateurs)     | 21          | 5          | 1e klasse      |
| 2003/04 | Excelsior '31                | 24          | 10         | 1e klasse      |
| 2004/05 | Excelsior '31                | 24          | 5          | Hoofdklasse    |
| 2005/06 | Go Ahead Eagles              | 37          | 6          | Eerste Divisie |
| 2006/07 | Go Ahead Eagles              | 25          | 1          | Eerste Divisie |
| 2007/08 | Go Ahead Eagles              | 17          | 0          | Eerste Divisie |
| 2008/09 | Excelsior '31 (amateurs)     | 25          | 7          | Hoofdklasse    |
| 2009/10 | Excelsior '31                | 26          | 4          | Hoofdklasse    |
| 2010/11 | Voorwaarts Twello (amateurs) | 20          | 9          | 1e klasse      |
| 2011/12 | Voorwaarts Twello            | 24          | 5          | 1e klasse      |
| 2012/13 | SV Schalkhaar (amateurs)     | 21          | 10         | 3e klasse      |
| 2013/14 | SV Schalkhaar                | 19          | 4          | 2e klasse      |
| 2014/15 | SV Schalkhaar                | 21          | 3          | 2e klasse      |
| 2015/16 | SV Schalkhaar                | 19          | 6          | 2e klasse      |
| Totaal  |                              | 318         | 75         |                |